# Käännän sivuu
Käännän sivuu è il secondo album in studio del rapper finlandese Cheek, pubblicato nel 2005.

## Tracce
1. Taas askeleen edellä – 3:57
2. Nostan kytkintä – 3:23
3. Leija kaupungin yllä – 3:49
4. Liiku (feat. Jonna) – 3:17
5. Valmis – 3:18
6. Täältä sinne – 3:58
7. Omenavarkaat (feat. Herrasmiesliiga) – 3:35
8. Herätys – 3:46
9. Kun sä nukut – 3:59
10. Käännän sivuu – 4:07
11. Reissumies (feat. Aspekti) – 4:25
12. Lyijykynä – 3:39
13. Tappiin asti – 3:17
14. Tuuaa kuumaa 2005 (feat. Herrasmiesliiga) – 3:39